# ليفوسلبيريد
ليفوسلبيريد (بالإنجليزية: Levosulpiride)‏ هو دواء يُستعمل في علاج:
- عسر الهضم[9]
- فصام[9]
- اضطراب اكتئابي[9]
- عسر الهضم[10]
- فصام[10]
- اضطراب اكتئابي[10]